# Yyldyz Hotel
Yyldyz Hotel (turkmeniska: Ýyldyz oteli) är ett lyxhotell beläget i Asjchabad, Turkmenistan. Det byggdes 2013 av Bouygues, och har 155 rum. 24-våningshotell, har en höjd på 107 meter.

## Design och konstruktion
Under byggandet av det höga hotelltornet användes omkring sju ton stål och mer än 14 000 kvadratmeter glas. Byggnaden har droppform. Den totala arealen är 50 620 kvadratmeter. Omgivande utrustade territorium är nästan 85 000 kvadratmeter. 24-våningsbyggnadens höjd, från basen räknat, är cirka 107 meter och hela strukturen har en hög grad av seismiskt motstånd.

## Egenskaper
Hotellet har 155 rum, inklusive presidentrum, deluxe och standardrum.
På första våningen finns en stor bankettsal med 1000 sittplatser.
VIP-lägenheter finns på fjortonde våningen.
På den artonde våningen finns en restaurang med utsikt med 600 sittplatser.